# Веліхов Євген Павлович
Євге́н Па́влович Ве́ліхов (2 лютого 1935, Москва — 5 грудня 2024, Мерсін або Москва) — радянський і російський вчений, фізик-теоретик, віцепрезидент АН СРСР і РАН, директор Інституту атомної енергії імені І. В. Курчатова, президент (почесний президент) Національного дослідницького центру «Курчатовський інститут». Кандидат у члени ЦК КПРС у 1986—1989 роках. Член ЦК КПРС у 1989—1990 роках. Депутат Верховної ради РРФСР 10-го скликання. Депутат Верховної Ради СРСР 11-го скликання. Народний депутат СРСР (1989—1991). Доктор фізико-математичних наук (1964), професор (1968). Член-кореспондент Академії наук СРСР (Російської академії наук) (з 26.11.1968). Академік Академії наук СРСР (Російської академії наук) (з 26.11.1974). Герой Соціалістичної Праці (1.02.1985). Герой праці Російської Федерації (30.01.2020).

## Життєпис
Народився в родині інженера. Дитячі роки провів у місті Молотовську (тепер — Сєверодвинську) Архангельської області, де працював батько. Закінчив у Москві середню школу № 49 Фрунзенського району.
У 1958 році закінчив фізичний факультет Московського державного університету (МДУ) імені Ломоносова. З 1958 по 1961 рік навчався в аспірантурі МДУ.
З 1961 року працював молодшим науковим співробітником в Інституті атомної енергії імені І. Курчатова; в 1962 році став завідувачем відділом, пізніше обіймав посади завідувача лабораторією та з 1971 року — заступника директора з наукової роботи Інституту атомної енергії імені І. В. Курчатова.
У 1966 році захистив дисертацію на здобуття наукового ступеня доктора фізико-математичних наук. З 1968 року — професор кафедри атомної фізики, фізики плазми та мікроелектроніки фізичного факультету Московського державного університету імені Ломоносова, в 1973—1988 роках — завідувач кафедрою.
Член КПРС з 1971 року.
У 1971—1978 роках — директор філії Інституту атомної енергії — Магнітної лабораторії АН СРСР (нині — Державний науковий центр РФ Троїцький інститут інноваційних і термоядерних досліджень) в місті Троїцьку Московської області.
У 1972 році заснував на факультеті аерофізики і космічних досліджень Московського фізико-технічного інституту кафедру плазмової енергетики. У 1976 році на базі цієї кафедри в Московському фізико-технічному інституті був заснований новий факультет проблем фізики та енергетики (ФПФЕ). У 1976—1986 роках — декан, з 1986 року — науковий керівник ФПФЕ. У 1981—1988 роках — співголова спільної комісії АН СРСР і Національної академії наук США зі стратегічних питань.
З 1977 року — голова ради молодих вчених і фахівців ЦК ВЛКСМ. З 1980 року — голова програмного комітету «Фізика, хімія і механіка поверхні» при Президії АН СРСР.
З 1978 по 1996 рік — віцепрезидент Академії наук СРСР (РАН). Одночасно з 1985 року — академік-секретар відділення інформатики, обчислювальної техніки і автоматизації АН СРСР.
У 1983—1988 роках очолював Комітет радянських вчених на захист миру, проти ядерної війни.
Указом Президії Верховної Ради СРСР від 1 лютого 1985 року за великі заслуги в розвитку фізичної науки, підготовці наукових кадрів і в зв'язку з п'ятдесятиліттям з дня народження академіку Веліхову Євгену Павловичу присвоєно звання Героя Соціалістичної Праці з врученням ордена Леніна і золотої медалі «Серп і Молот».
У 1988—1991 роках — директор Інституту атомної енергії імені І. В. Курчатова, у 1992—2015 роках — президент Російського наукового центру «Курчатовський інститут», з 2015 року — почесний президент Національного дослідницького центру «Курчатовський інститут».
На початку 1990-х років Євген Веліхов запропонував створення компанії «Росшельф» на базі «Газпрому» і підприємств атомної підводного кораблебудування для розвідки і видобутку вуглеводнів на Арктичному шельфі Росії, з 1992 по 2001 рік був головою Ради директорів «Росшельф». При його активній підтримці проектувалася і будувалася перша в країні морська льодостійка платформа «Прирозломна», на якій з 2014 року ведуть видобуток нафти в Баренцевому морі.
З 1992 по 2001 рік був головою Ради з технічного проєктування міжнародного термоядерного експериментального реактора ITER, у 2006 році став членом міжнародної Ради (ІТЕР) від Росії. З 2010 по 2012 рік — голова ради ІТЕР, з 2010 року — член Консультативної наукової ради фонду «Сколково».
Ініціатор створення в 2011 році Асоціації сприяння науці (РАСН) і голова її президії. У 2014—2015 роках — президент Міжнародної асоціації економічних та соціальних рад і схожих інститутів (AICESIS), у 2016 році — член президії AICESIS.
У 1991 році Євген Веліхов заснував в Росії відділення міжнародної громадської організації «Досягнення молодих», з 2003 року став членом міжнародної Ради цієї організації. Був також президентом Міжнародного громадського фонду «За виживання і розвиток людства», членом Ради директорів Всесвітньої освітньої асоціації Junior Achievement, президентом російського відділення «Міжнародного центру наукової культури  — Всесвітньої лабораторії».
З 2005 по 2014 рік — секретар Громадської палати Російської Федерації, з 2014 року — її почесний секретар. Член Ради при Президентові Російської Федерації з науки і освіти.
Указом президента Російської Федерації № 70 від 30 січня 2020 роки за особливі трудові заслуги перед державою і народом Веліхову Євгену Павловичу присвоєно звання Героя праці Російської Федерації з врученням знаку особливої відзнаки - золотої медалі «Герой праці Російської Федерації».
Автор понад 200 наукових публікацій, ряду винаходів і відкриттів. Його основні наукові праці стосуються галузі фізики низькотемпературної плазми, магнітної гідродинаміки, проблеми керованого термоядерного синтезу. Головний редактор журналу «Поверхність. Фізика, хімія, механіка» РАН (з 1991), член редколегії ілюстрованого науково-публіцистичного та інформаційного журналу «Наука в Росії».
Іноземний член Болгарської академії наук (1989), почесний член Угорської академії наук (1988), Королівської академії технічних наук Швеції (1981), Дрезденського технологічного університету (НДР, 1988). Почесний громадянин міст Ріно (США) і Пловдив (Болгарія). Медаль імені М. Фарадея (Велика Британія).
22 вересня 1979 року ім'я «Веліхов Євген Павлович» було присвоєно астероїда № 3601.

## Нагороди і звання
- Герой Соціалістичної Праці (1.02.1985)
- Герой праці Російської Федерації (30.01.2020)
- три ордени Леніна (26.04.1971, 13.05.1981, 1.02.1985)
- орден Трудового Червоного Прапора (17.09.1975)
- орден «За заслуги перед Вітчизною» І ст. (Російська Федерація) (2.02.2015)
- орден «За заслуги перед Вітчизною» ІІ ст. (Російська Федерація) (2.02.2005)
- орден «За заслуги перед Вітчизною» ІІІ ст. (Російська Федерація) (17.08.2000)
- орден «За заслуги перед Вітчизною» IV ст. (Російська Федерація) (25.01.2010)
- орден Мужності (Російська Федерація) (12.03.1997)
- орден Дружби (Російська Федерація) (2.05.2012)
- орден «За заслуги» ІІІ ст. (Україна) (26.04.2011)
- орден Сходячого сонця III ст. (Японія) (2016)
- медаль «За внесок в розвиток нанонауки і нанотехнологій» ЮНЕСКО (2012).
- нагорода «За міжнародне співробітництво в сфері науки і технологій» (Китай, 2016)
- медалі
- Ленінська премія (1984)
- Державна премія СРСР (1977)
- Державна премія Російської Федерації в галузі науки і техніки (2002)
- Премія імені Ломоносова МДУ (1975)
- Премія імені Мілліонщикова АН СРСР (1986)
- Премія імені Карпінського (1986)
- Премія Лео Силарда (Американське Фізичне Суспільство, 1995)
- Премія «Глобальна енергія» (2006)
- Почесний громадянин Троїцька (2001)